# 2009년 세계 여자 핸드볼 선수권 대회

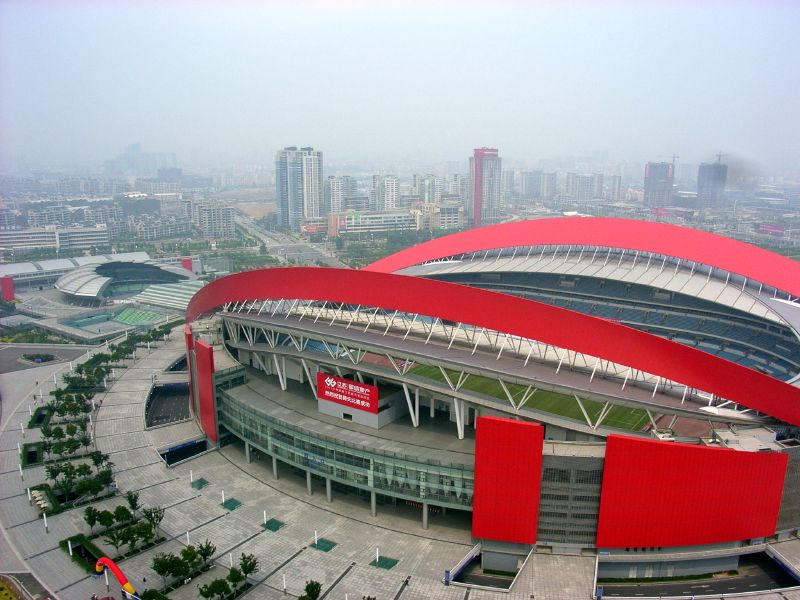

제19회 세계 여자 핸드볼 선수권 대회는 2009년 12월 5일부터 12월 20일까지 중화인민공화국에서 개최되었다.
틀:세계 핸드볼 선수권 대회